# Sophie Schütt
Sophie Schütt (n. 9 martie 1974, Hamburg) este o actriță germană. Între anii 1992 - 1996 ea a jucat diferite roluri în teatrul Thalia din Hamburg. Sophie Schütt activează în fundația germană José Carreras care ajută prin finanțarea cheltuielile de tratament a bolnavilor de leucemie.

## Filmografie
- 1995: Kinder des Satans
- 1995: Stadtgespräch
- 1997: Schwanger in den Tod
- 1997: Tatort – Mord hinterm Deich
- 1997: Trickser
- 1998: Zerschmetterte Träume – Eine Liebe in Fesseln
- 1999: Sieben Tage bis zum Glück
- 2000: Wie angelt man sich seinen Chef?
- 2000: Rosamunde Pilcher: Zeit der Erkenntnis
- 2000: Es geht nicht immer nur um Sex
- 2000: Paranoia
- 2001: 1000 Meilen für die Liebe
- 2001: Ein Millionär zum Frühstück
- 2001: Die Explosion - U-Bahn-Ticket in den Tod
- 2002: Verliebt auf Bermuda
- 2002: Der Mann mit den grünen Augen
- 2002: Der Augenblick der Begierde
- 2003: Traumprinz in Farbe
- 2003: Wintersonne
- 2004: Schöne Witwen küssen besser
- 2006: Himmel über Australien
- 2006: Rosamunde Pilcher: Wiedersehen am Fluss
- 2007: Wie angelt man sich seine Chefin?
- 2008: Entführt - Ich hol dich da raus
- 2008: Gefühlte XXS - Vollschlank & frisch verliebt
- 2008: Kreuzfahrt ins Glück: Hochzeitsreise nach Madeira
- 2009: Claudia, das Mädchen von Kasse 1
- 2010: Rosamunde Pilcher: Wohin du auch gehst
- 2010: Für immer Neuseeland

### SerialeTV
- 1996: „Faust“
- 1997: „Ein Fall für Zwei - Unheimliche Geschäfte“
- 1998: „Adelheid und ihre Mörder“
- 1999: „Einfach Klasse!“
- 1999: „Unser Charly“
- 2000: „Alarm für Cobra 11“
- 2003: „Kunden und andere Katastrophen“
- 2004: „Typisch Sophie“